# آیریس وست
آیریس وست آلن (به انگلیسی: Iris West 
Allen) یک شخصیت خیالی در کتاب‌های کامیک آمریکایی منتشر شده توسط دی‌سی کامیکس است. وی دوست دختر/ همسر فلش (بری آلن)، خواهر اولین بچه‌فلش: والی وست (بچه فلش) و مادربزرگ سومین بچه فلش: بارت آلن است.

## در رسانه‌ها

### فیلم‌ها
- کندیس پتن در مجموعهٔ تلویزیونی فلش سال ۲۰۱۴، و پائولا مارشال در سریال فلش ۱۹۹۰ نقش شخصیت آیریس وست را ایفا کرده‌اند.
- کرسی کلمونس نقش این شخصیت را در دنیای سینمایی دی سی ایفا می کند و تاکنون در دو فیلم لیگ عدالت اسنایدرکات و فلش (۲۰۲۲) این نقش را برعهده گرفته است.